# عقیل‌آباد
عقیل‌آباد (اراک)، روستایی از توابع بخش مرکزی شهرستان اراک در استان مرکزی ایران است.روستای عقیل آباد یکی از روستاهای بخش مرکزی اراک است. این روستا در 12 کیلومتری اراک واقع شده است. عقیل آباد در منطقه‌ای کوهستانی قرار داشته و کوه سفیدخانی یکی از بلندترین کوه‌های منطقه در قسمت غربی آن واقع است. عقیل آباد از آب و هوای بسیار مطبوعی برخوردار بوده و از نظر طبیعت یکی از بهترین طبیعت‌های منطقه است. عقیل آباد دارای حدود ۲۰۰۰ نفر جمعیت بوده که بخشی از جمعیت آن مهاجرانی هستند که در سال‌های اخیر به آنجا مهاجرت کرده اند. با توجه به آب و هوای بسیار منحصر بفرد آن در سال‌های اخیر عده‌ای از مردم از اراک و تهران آن را بعنوان تفریحگاه خود انتخاب کرده و ویلاهای بسیار زیبا و بزرگی در آن مخصوصا دامنه کوه سفیدخانی ساخته‌اند . زبان مردم روستا ترکی است . عقیل آباد دارای باغات انگور وسیعی است که در منطقه شرقی آن قرار دارد. شغل مردم آن کشاورزی و دامداری است ولی عده‌ی زیادی از مردم آن مخصوصا جوانان دارای شغل گچ کاری هستند که البته بیشتر آنان نیز در حال حاضر ساکن شهرهایی مانند تهران و شیراز هستند ولی رفت و آمد مداوم به روستا دارند.با توجه به وضعیت اقلیمی و آب و هوایی و همچنین نزدیکی آن به شهر اراک و زیبایی های طبیعی آن دیدن و سرمایه گذاری در آن از مواردی است که مورد توجه بسیاری قرار گرفته است.

## جمعیت
این روستا در دهستان سده قرار دارد و براساس سرشماری مرکز آمار ایران در سال ۱۳۸۵، جمعیت آن ۱٬۵۷۱ نفر (۴۴۱خانوار) بوده‌است.